# トム君空を飛ぶ
『トム君空を飛ぶ』(The Flying Cat、1952年1月12日)は「トムとジェリー」の短編作品の一つ。日本においては現在パブリックドメインとなっている。

## スタッフ
- 監督 - ウィリアム・ハンナ　ジョセフ・バーベラ
- 製作 - フレッド・クインビー
- 作画 - ケネス・ミューズ　エド・バージ　レイ・パターソン　アーヴン・スペンス
- 音楽 - スコット・ブラッドリー

## 作品内容
トムは籠の中にいるカナリアを狙っていた。そんなトムをカナリアを救うために妨害するジェリーは、カナリアと共に庭の真ん中に設けられた高い柱の鳥小屋に逃げ込む。
高所の2匹を捕まえようとするトムだったが、ジェリーとカナリアの反撃に苦戦。棒高跳びの要領で小屋に飛びかかるも、カナリアが置いたローラースケートに引っ掛かり、勢い余って家の2階へ放り出される。トムは屋内を突き破り反対側の窓からコルセットに引っかかりつつ墜落してしまう。
悔しがるトムだが、破れたコルセットが偶然コウモリの羽のように体にくっ付いている事に気付きほくそ笑む。鳥のように空を飛べることを発見したのだ。
思いがけず飛行能力を得たトムは、巣箱の中のカナリアとジェリーを捕まえることにした。「空飛ぶネコ」に驚いた2匹は大慌てで逃げ出す。
空飛ぶ追いかけっこをするうちに線路に差し掛かった。そこへ偶然電車が通りかかりトムは電車に激突してしまう。ジェリーとカナリアは電車の後ろに乗って互いの友情を深め合うのであった。

## 登場キャラクター
トム
背の高い鳥小屋へ逃げ込んだカナリアとジェリーを捕まえるべく様々な手段を駆使するも、カナリアの策略にはまり失敗に終わる。その後（家の2階へ突っ込んだ過程で）偶然空を飛べる技術を身につけ新たな攻撃を仕掛けるが、ここでもカナリアから反撃を喰らい何度も地上へ落とされる。最後は線路上を飛んでいた際に列車に撥ね飛ばされ敗北に終わった。
ジェリー
カナリアと協力してトムを撃退するが、その後トムが空を飛んでいるのを見て驚き、カナリアに吊り下げられつつトムの攻撃から必死に逃れる。
カナリア
トムに狙われ食べられそうになるが、ジェリーに助けられたのをきっかけに協力してトムを撃退する。普段は鳥籠で飼われているが、庭の中央にも高所に巣箱がある。